# Xã Osloe, Quận Mountrail, Bắc Dakota
Xã Osloe (tiếng Anh: Osloe Township) là một xã thuộc quận Mountrail, tiểu bang Bắc Dakota, Hoa Kỳ. Năm 2010, dân số của xã này là 41 người.